# موزه کپنهاگ

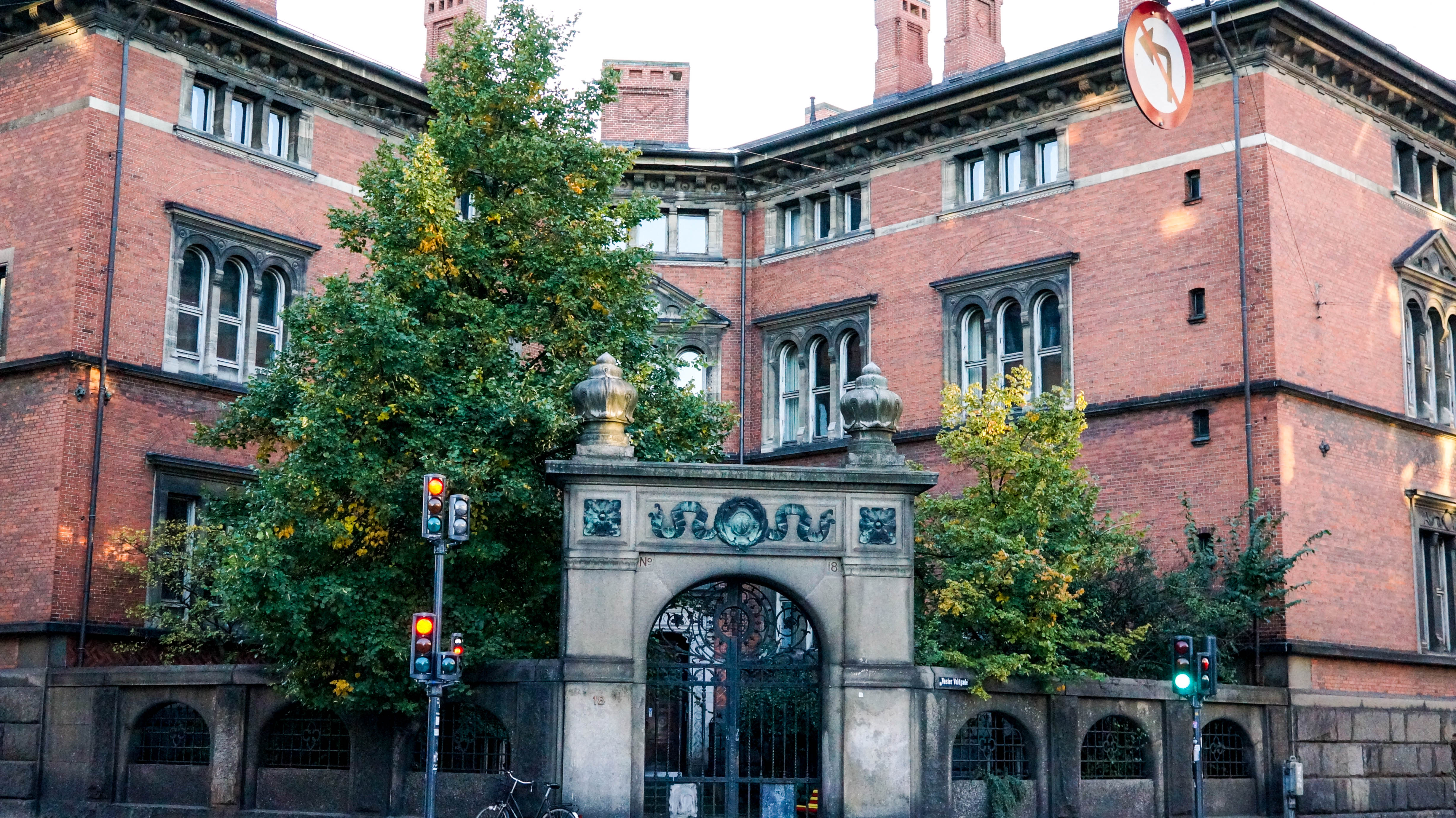
ساختمان قبلی Overformynderiet در Vester Voldgade در کپنهاگ، دانمارک. اکنون خانه موزه کپنهاگ است.

موزه کپنهاگ (به انگلیسی: Museum of Copenhagen) موزه رسمی کپنهاگ دانمارک است که تاریخ این شهر از قرن ۱۲ تا امروز را ثبت کرده‌است.

## تاریخچه
موزه کپنهاگ در سال ۱۹۰۱ تأسیس شد. از سال ۱۹۲۵، موزه نمایشگاه دایمی در اتاق زیر شیروانی تالار شهر کپنهاگ داشت.
با رشد مجموعه‌ها و آثار موزه، اتاق زیر شیروانی تالار شهر بسیار کوچک شد و در سال ۱۹۵۶ موزه به ساختمان سابق انجمن تیراندازی سلطنتی کپنهاگ (Det Kongelige Kjøbenhavnske Skydeselska) در وستربرو منتقل شد. و میدان تیراندازی این ساختمان به یک پارک عمومی تبدیل شد، خود ساختمان‌ها مربوط به سال ۱۷۸۷ بوده و براساس نقشه‌های معمار جان هنری برنجمن (۱۷۳۶–۱۸۰۳) ساخته شده‌اند.
در سال ۱۹۸۴، موزه مدرسه سابق ماریا کرووز در آبسالونگاد در مجاورت خود را تحویل گرفت. که اکنون برای مدیریت و همچنین بایگانی موزه استفاده می‌شود. بخشی از خیابان این منطقه به یک خیابان سنگ‌فرش با مبلمان تاریخی تبدیل شده‌است.
در سال ۲۰۱۰، نام این موزه به موزه کپنهاگ تغییر یافت. در سال ۲۰۱۸، موزه از انتقال برنامه‌ریزی شده به مکان جدیدی در استورم گیت در مرکز کپنهاگ خبر داد.

## امروز
در حال حاضر موزه کپنهاگ تحت مالکیت و اداره شهرداری کپنهاگ است. و توسط یک مجموعه خصوصی اداره می‌شود.